# 南十勝消防事務組合
南十勝消防事務組合（みなみとかちしょうぼうじむくみあい）は、かつて北海道にあった消防組合。

## 沿革
- 1971年（昭和46年）4月1日：消防本部始動。2署（広尾・大樹）、1出張所（更別）、2分遣所（忠類・中札内）設置。
- 1972年（昭和47年）9月1日：広尾消防署が救急業務開始。
- 1974年（昭和49年）
  - 1月16日：更別出張所が救急業務開始。
  - 4月4日：忠類分遣所が救急業務開始。
- 1975年（昭和50年）4月1日：更別出張所、忠類・中札内の各分遣所を支署に格上げ。
- 1978年（昭和53年）12月15日：忠類消防庁舎竣工。
- 1980年（昭和55年）11月27日：更別消防庁舎竣工。
- 1984年（昭和59年）11月30日：中札内消防庁舎竣工。
- 1989年（平成元年）1月19日：大樹消防署が救急業務開始。
- 1995年（平成7年）6月12日：広尾町消防総合庁舎竣工（コミュニティ消防センター合築）。
- 1997年（平成9年）4月1日：広尾消防署に救助工作車II型配備し、救助隊編成。
- 2000年（平成12年）3月30日：大樹消防庁舎竣工。
- 2006年（平成18年）2月6日：忠類村が中川郡幕別町に編入合併することに伴い、組合から離脱。
- 2015年（平成27年）2月20日：とかち広域消防事務組合設立法定協議及び調印式開催[3]。
- 2016年（平成28年）
  - 3月31日：南十勝消防事務組合解散[4]。
  - 4月1日：十勝圏域6消防本部統合し、とかち広域消防事務組合業務開始[5]。

## 組織
「南十勝消防事務組合の組織図」参照
- 組合長－副組合長
  - 消防本部
  - 消防長
    - 次長
      - 主幹
        - 総務係
        - 予消防係
        - 救急高度化（主査）

    - 署長（消防署）
      - 次長
        - 管理グループ
        - 予防グループ
        - 消防グループ

  - 事務局
  - 会計管理者
    - 出納係

## 消防車両
「消防車両・ポンプの保有状況」参照
- 水槽付消防ポンプ自動車：4
- 小型動力ポンプ付水槽車：3
- 救助工作車：1
- 指令車：2
- 広報車：1
- 資機材搬送車：1
- 高規格救急車：5

## 消防署
| 消防署     | 住所                       | 支署                                                                |
| ---------- | -------------------------- | ------------------------------------------------------------------- |
| 広尾消防署 | 広尾郡広尾町並木通東4丁目4 | 更別：河西郡更別村字更別南1線93 中札内：河西郡中札内村大通南1丁目12 |
| 大樹消防署 | 広尾郡大樹町字下大樹224-1  | 更別：河西郡更別村字更別南1線93 中札内：河西郡中札内村大通南1丁目12 |